# Johannes Schurig

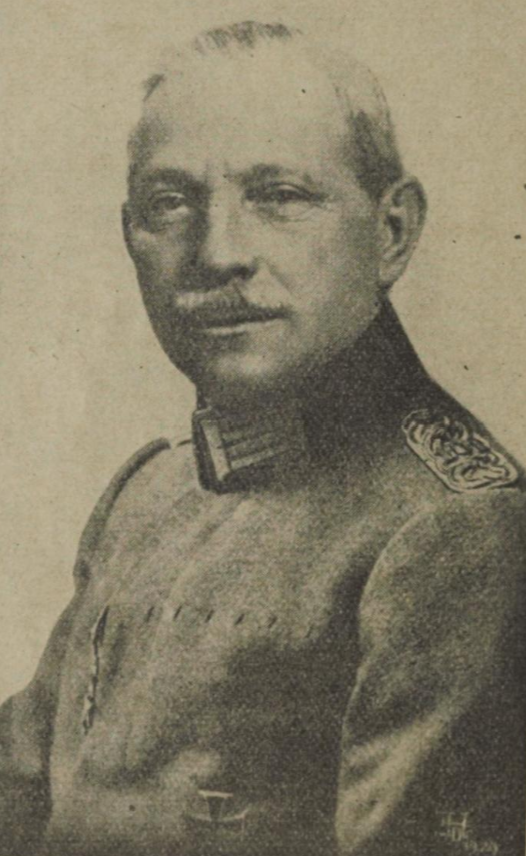
Johannes Schurig

Johannes Gustav August Schurig (* 21. Mai 1864 in Dresden; † 13. September 1929 ebenda) war ein sächsischer Offizier, Militärhistoriker und Leiter des Sächsischen Kriegsarchivs sowie des Sächsischen Armeemuseums in Dresden.

## Leben

### Karriere
Schurig, Sohn des sächsischen Generalleutnant und Intendanten der Armee Johann Karl August Schurig, besuchte zunächst die Lehr- und Erziehungsanstalt von Ernst Kaden und nachfolgend das Königliche Gymnasium zu Dresden-Neustadt wobei er 1879 in den Kadettenkorps der sächsischen Armee eintrat und nach langjähriger Erziehung 1883 als Fähnrich dem Grenadier-Regiment „Kaiser Wilhelm, König von Preußen“ (2. Königlich Sächsisches) Nr. 101 überwiesen wurde. Er verblieb die weiteren Jahre im Regiment und erlebte so die Beförderung zum Leutnant am 20. September 1884, zum Oberleutnant am 16. September 1891 und zum Hauptmann am 21. April 1897. Am 16. April 1907 avancierte er zum Major unter gleichzeitiger Versetzung als Bataillonskommandeur des II. Bataillons in das 9. Infanterie-Regiment Nr. 133. Er wurde 1912 unter Genehmigung seines Abschiedsgesuches mit dem Charakter eines Oberstleutnants zur Disposition gestellt, der Landwehr überführt und im April 1914 zum Kommandeur des Landwehr-Bezirks Löbau ernannt. Nach Ausbruch des Ersten Weltkrieges kehrte er als Bataillonskommandeur des III. Bataillons des Landwehr-Infanterie-Regiment Nr. 101 zum Truppendienst zurück und zog innerhalb der sogenannten Brigade Graf von Pfeil an die Ostfront. Im November 1914 wurde er mit dem Eisernen Kreuz II. Klasse ausgezeichnet. Schon im Dezember desselben Jahres wurde er mit dem Eisernen Kreuz I. Klasse ausgezeichnet. Im April 1915 wurde er mit dem Ritterkreuz I. Klasse mit Schwertern des sächsischen Verdienstorden ausgezeichnet. Er beteiligte sich mit seinem Regiment an den Kampfhandlungen und wurde für seine Verdienste bei der Belagerung von Nowogeorgiewsk am 4. September 1915 mit dem Ritterkreuz des Militär-St.-Heinrichs-Ordens ausgezeichnet. 1917 wurde er zum Oberst befördert und befehligte im weiteren Verlaufe des Krieges noch das Landwehr-Infanterie-Regiment Nr. 101.

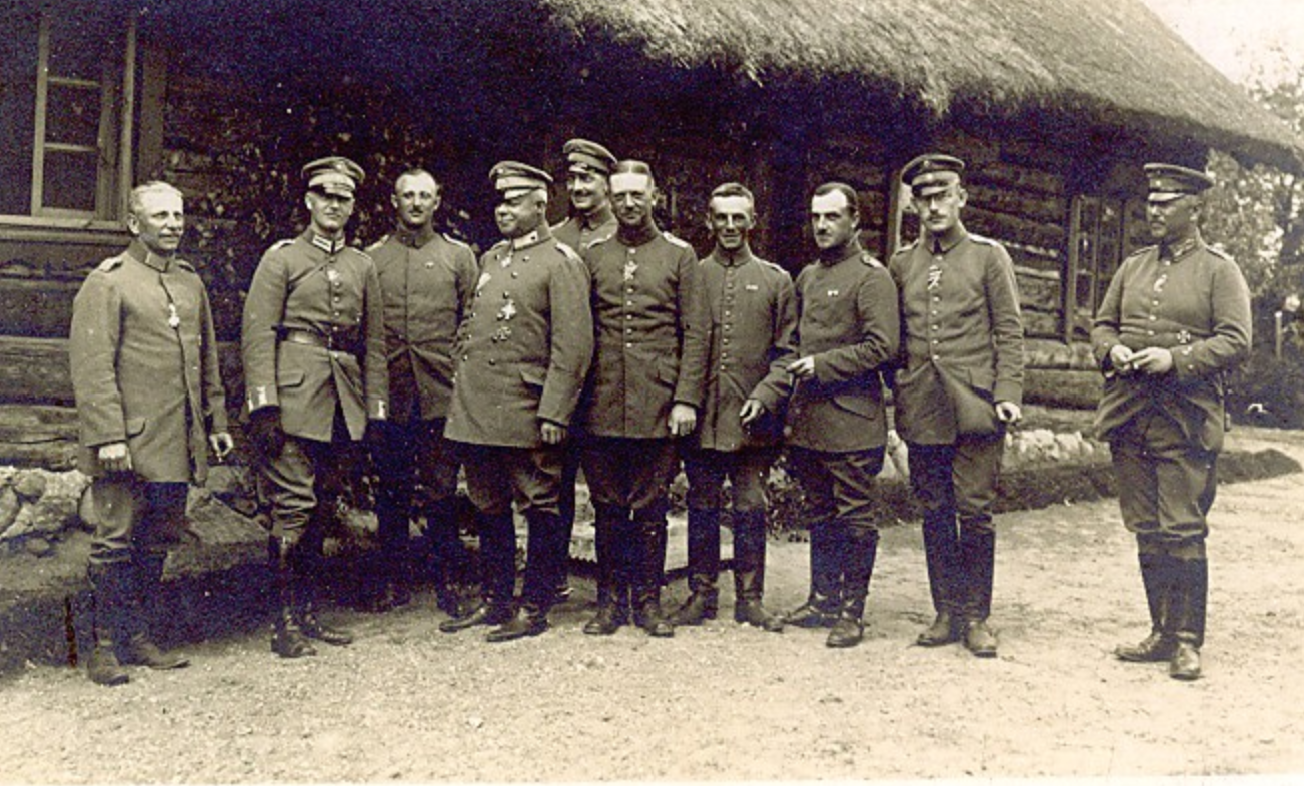
Johannes Schurig (1. v. l.) neben anderen sächsischen Offizieren

Nach Kriegsende übernahm Schurig als Nachfolger von Johann Edmund Hottenroth die Leitung des sächsischen Kriegsarchivs und später auch die des sächsischen Armeemuseums. Unter äußerst schwierigen Verhältnissen und mit beschränkten Mitteln betreute er die Erinnerungsschätze der sächsischen Armee, deren Erhaltung mitunter sehr gefährdet war. Eine Neuaufstellung und Erweiterung des Museums wurde ihm zugeschrieben. Sein Nachfolger als Museumsleiter wurde der sächsische Offizier Ernst von Koerner. Schurig gründete auch die Offiziersvereinigung der Brigade Graf Pfeil, der er bis zu seinem Tode als Vorstand angehörte.
Er war mit Käte, geb. Mater verheiratet und war Vater von mindestens einem Sohn, Willy. Er wurde auf dem Dresdner Garnisonsfriedhof begraben.

## Schriften
- Das Königlich-Sächsische Landwehr-Infanterie-Regiment Nr. 101 u. 103 (I. Teil)
- Das Königlich-Sächsische Landwehr-Infanterie-Regiment Nr. 101 u. 103 (II. Teil)
- Das sächsische Armee-Museum, in Riesaer Tageblatt und Anzeiger. 1927 (Digitalisat)